# Горбач, Филипп Семёнович
Фили́пп Семёнович Горба́ч (бел. Піліп Сямёнавіч Горбач; род. 1929, село Будка, Речицкий район — 5 марта 2002 года) — советский передовик производства, старший машинист экскаватора Копаткевичского строительно-монтажного управления Гомельского областного треста по производству мелиоративных работ Министерства мелиорации и водного хозяйства Белорусской ССР. Заслуженный мелиоратор БССР (1976). Герой Социалистического Труда (1966).

## Биография
Родился 1 января 1929 года в деревне Будка,  Речицкого района Гомельского округа Белорусской ССР в крестьянской белорусской семье.
В 1941 году окончил начальную сельскую школу. С 1941 по 1943 год в период Великой Отечественной войны находился на территории оккупированной гитлеровскими войсками. С 1943 года после освобождения Гомельской области от немецко-фашистских войск был активным участником восстановления местного колхозного хозяйства и одновременно начал свою трудовую деятельность в качестве  ездового в этом хозяйстве.
С 1948 года после окончания курсов машинистов экскаватора начал работать помощником машиниста. С 1948 по 1951 годы служил на действительной военной службе в рядах Советской армии, проходил службу в составе механизированного батальона строительной части. С 1951 года работал машинистом экскаватора, занимался строительством Волго-Донского канала. С 1952 года работал машинистом экскаватора Белорусской машинно-экскаваторной станции Всесоюзного треста механизации водохозяйственных работ Главного управления водного хозяйства Министерства сельского хозяйства СССР, был участником сооружения осушительных систем на болотных массивах в Домановичском, Калинковичском и Паричском  районах Гомельской области Белорусской ССР. С 1955 года работал  экскаваторщиком  Домановичской машинно-мелиоративной станции и Паричской ремонтно-технической мелиоративной станции Министерства мелиорации Белорусской ССР.
С 1961 года Ф. С. Горбач работал старшим машинистом экскаватора Копаткевичского строительно-монтажного управления Гомельского областного треста по производству мелиоративных работ Министерства мелиорации и водного хозяйства Белорусской ССР. Под руководством Ф. С. Горбача экскаваторная бригада за счёт применения передовых методов механизации ручных работ, улучшения организации труда, эксплуатации техники и сокращения её простоев выполнила досрочно взятые на себя социалистические обязательства.
23 июня 1966 года  Указом Президиума Верховного Совета СССР «за успехи, достигнутые в увеличении производства и заготовок ржи, пшеницы, гречихи и других зерновых и кормовых культур»  Филипп Семёнович Горбач был удостоен звания Героя Социалистического Труда с вручением Ордена Ленина и золотой медали «Серп и Молот».
Помимо основной деятельности занимался и общественно-политической работой: с 1967 по 1971 и с 1975 по 1980 годы избирался депутатом Верховного Совета Белорусской ССР 7-го  и 9-го созыва (заместитель Председателя Президиума Верховного Совета Белорусской ССР), членом Центральной ревизионной комиссии КПСС (1971—1976), в 1971 году избирался делегатом XXIV и в 1976 году XXV съездов КПСС.
После выхода на заслуженный отдых проживал в городском посёлке Копаткевичи Петриковского района Гомельской области Белоруссии.

## Награды
- Медаль «Серп и Молот» (23.06.1966)
- Орден Ленина (23.06.1966)
- Медаль «За доблестный труд в Великой Отечественной войне 1941—1945 гг.»
- Почётная грамота Президиума Верховного Совета БССР

### Звание
- Заслуженный мелиоратор Белорусской ССР (1976)